# Понтепетри (Пистоја)
Понтепетри је насеље у Италији у округу Пистоја, региону Тоскана.
Према процени из 2011. у насељу је живело 23 становника. Насеље се налази на надморској висини од 660 м.